# 어느 날 - 소매치기 일당과 준형
"어느 날 - 소매치기 일당과 준형"(One Day - Episode 1)은 한국에서 제작된 박준형 감독의 2006년 드라마, 액션 영화이다. 박준형 등이 주연으로 출연하였다.

## 출연

### 주연
- 박준형
- 조영도
- 지경수

## 제작진
- 조명: 이종수
- 녹음: 최민석
- 믹싱: 박준형
- PD: 이규진